# Dispositif médical
Pour les articles homonymes, voir Dispositif.
Un dispositif médical (DM), ou instrument médical au Canada, est une catégorie réglementaire de produits de santé dont les frontières sont différentes selon les pays. À ce titre, il est difficile d’établir une définition globale. Toutefois, la plupart des législations internationales se regroupent autour d’un certain nombre de critères communs :
- il peut s'agir d'un instrument, d'un appareil, d'un équipement, d'un réactif, d'une matière ou de tout autre article ;
- il est destiné à être utilisé à des fins médicales (diagnostic, prévention, traitement d'une maladie, d'une blessure ou d'un handicap, maîtrise de la conception...) ;

- il peut être utilisé chez l'être humain ;
- son action principale n'est pas obtenue par des moyens pharmacologiques, immunologiques ou métaboliques.

## Terminologie
Un dispositif médical permettant d'analyser ou d'examiner in vitro des échantillons provenant du corps humain (sang, urine, selles...) est dénommé dispositif médical de diagnostic in vitro (DMDIV), comme un test de grossesse sur bandelette ou un automate d'analyses médicales.
Un dispositif médical conçu pour être implanté (en totalité ou en partie) dans le corps humain ou placé dans un orifice naturel et pour demeurer en place après l'intervention est dénommé dispositif médical implantable (DMI), comme une prothèse totale de hanche.
Un dispositif médical qui dépend pour son bon fonctionnement d'une source d'énergie électrique ou de toute source d'énergie autre que celle qui est générée directement par le corps humain ou la pesanteur, est dénommé dispositif médical actif (DMA), comme un échographe. S'il est implantable, on parlera de dispositif médical implantable actif (DMIA), comme un stimulateur cardiaque.

## Réglementation et définition par pays

### Union européenne
Au sein de l'Union européenne, les dispositifs médicaux implantables actifs sont historiquement régulés par la directive 90/385/CEE. Les autres dispositifs médicaux sont régulés par la directive 93/42/CEE (parfois abrégée en DDM pour directive des dispositifs médicaux ou MDD pour medical device directive). Ces deux directives seront abrogées le 26 mai 2021 et remplacées par une réglementation unique : le règlement (UE) 2017/745 (généralement abrégé en RDM pour règlement des dispositifs médicaux ou MDR pour medical device regulation).
Les DMDIV sont quant à eux régulés par le règlement (UE) 2017/746.
La mise sur le marché d’un dispositif médical au sein de l’Union européenne est conditionnée à l’obtention du marquage CE.

#### Définition
Le règlement (UE) 2017/745 définit les dispositifs médicaux comme suit :
tout instrument, appareil, équipement, logiciel, implant, réactif, matière ou autre article, destiné par le fabricant à être utilisé, seul ou en association, chez l'homme pour l'une ou plusieurs des fins médicales précises suivantes :
- diagnostic, prévention, contrôle, prédiction, pronostic, traitement ou atténuation d'une maladie [exemples : lunettes de vue, IRM],
- diagnostic, contrôle, traitement, atténuation d'une blessure ou d'un handicap ou compensation de ceux-ci [exemples : fauteuil roulant, pansement],
- investigation, remplacement ou modification d'une structure ou fonction anatomique ou d'un processus ou état physiologique ou pathologique [exemples : générateur d'hémodialyse, implant cochléaire],
- communication d'informations au moyen d'un examen in vitro d'échantillons provenant du corps humain, y compris les dons d'organes, de sang et de tissus,

et dont l'action principale voulue dans ou sur le corps humain n'est pas obtenue par des moyens pharmacologiques ou immunologiques ni par métabolisme, mais dont la fonction peut être assistée par de tels moyens [exemple : stent dit "actif" dont l'action principale est une action mécanique sur les parois vasculaires pour éviter la sténose, le revêtement médicamenteux n'ayant qu'une action pharmacologique accessoire].
Les produits ci-après sont également réputés être des dispositifs médicaux :
- les dispositifs destinés à la maîtrise de la conception ou à l'assistance à celle-ci [exemples : dispositif intra-utérin, kit de transfert d'embryon pour fécondation in vitro],
- les produits spécifiquement destinés au nettoyage, à la désinfection ou à la stérilisation des dispositifs [médicaux] [exemple : liquide de nettoyage des lentilles de contact].

À noter qu’un dispositif médical peut également appartenir à d’autres catégories réglementaires. Par exemple, un masque anti-projections ayant également un rôle de masque de protection possède à la fois le statut de dispositif médical et celui d'équipement de protection individuelle.

#### Classification
Les dispositifs médicaux sont répertoriés en quatre classes de risque selon leur niveau de dangerosité, de la classe I regroupant les dispositifs à plus faible risque à la classe III regroupant les dispositifs les plus critiques. La classe d’un dispositif médical doit être déterminée par son fabricant en suivant un ensemble de règles de classification.
- Classe I (exemples : orthèse plantaire, abaisse-langue...). On attribue généralement trois sous-classes supplémentaires pour certains dispositifs possédant des caractéristiques spécifiques :
  - les dispositifs de classe I délivrés à l’état stérile (communément nommé classe Is) comme des compresses stériles ;
  - les dispositifs de classe I ayant une fonction de mesurage (communément nommé classe Im) comme un thermomètre rectal ;
  - les dispositifs de classe I chirurgicaux réutilisables (communément nommé classe Ir) comme un bistouri ou des ciseaux chirurgicaux et réutilisables.
- Classe IIa (exemples : prothèse auditive, appareil orthodontique multi-bagues, tensiomètre...).
- Classe IIb (exemples : préservatif, poche à sang).
- Classe III (exemples : implant mammaire, prothèses articulaires, défibrillateur automatisé externe).

#### Évaluation de la conformité et mise sur le marché
Les dispositifs médicaux de classe I (hors classe Is, Im et Ir) peuvent être mis sur le marché européen sans contrôle a priori de la part des autorités réglementaires. Pour cela, le fabricant du dispositif doit mettre en place un système de management de la qualité, constituer une documentation technique et établir une déclaration UE de conformité par laquelle il déclare sous sa propre responsabilité la conformité de son produit aux exigences réglementaires applicables.
Les dispositifs médicaux appartenant à toutes les autres classes de risques (y compris les classes Is, Im et Ir) font l’objet d’un contrôle par un organisme notifié avant de pouvoir être mis sur le marché. L'organisme notifié qui a été mandaté audite le fabricant afin de vérifier la conformité de son système de management de la qualité et de la documentation technique du produit aux exigences réglementaires applicables. Si les conclusions des audits sont satisfaisantes, l’organisme notifié remettra un certificat CE (ou attestation CE) au fabricant du dispositif médical, permettant sa mise sur le marché.

#### En France
La directive 93/42/CEE a été transposée dans le code de la santé publique français en 1994,.
L'autorité compétente française pour la surveillance des dispositifs médicaux et la matériovigilance est l'ANSM (Agence nationale de sécurité du médicament et des produits de santé).

### Canada
L'autorité canadienne de contrôle des instruments médicaux est Santé Canada.

#### Définition
La définition de l’instrument est donnée par la Loi sur les aliments et drogues :
Tout instrument, appareil, dispositif ou article semblable ou tout réactif in vitro, y compris tout composant, partie ou accessoire de l’un ou l’autre de ceux-ci, fabriqué ou vendu pour servir à l’une ou l’autre des fins ci-après ou présenté comme pouvant y servir :
a) le diagnostic, le traitement, l’atténuation ou la prévention d’une maladie, d’un désordre ou d’un état physique anormal ou de leurs symptômes, chez l’être humain ou les animaux ;
b) la restauration, la correction ou la modification de la structure corporelle d’un être humain ou d’un animal, ou du fonctionnement des parties du corps d’un être humain ou d’un animal ;
c) le diagnostic de la gestation chez l’être humain ou les animaux ;
d) les soins de l’être humain ou des animaux pendant la gestation ou à la naissance ou les soins post-natals, notamment les soins de leur progéniture ;
e) la prévention de la conception chez l’être humain ou les animaux.
Est exclu de la présente définition un tel instrument, appareil, dispositif ou article, y compris tout composant, partie ou accessoire de l’un ou l’autre de ceux-ci, servant à l’une ou l’autre des fins visées aux alinéas a) à e) uniquement par des moyens pharmacologiques, immunologiques ou métaboliques ou uniquement par des moyens chimiques à l’intérieur ou à la surface du corps d’un être humain ou d’un animal.

#### Classification
Comme pour l’Union européenne, les instruments médicaux sont dissociés en quatre classes de risque allant de I à IV, la classe I présentant le risque le plus faible et la classe IV présentant le risque le plus élevé. L’attribution de la classe de l’instrument est également permise par un ensemble de règles de classification.

### États-Unis
L'autorité américaine de contrôle des dispositifs médicaux est la Food and drug administration (FDA).
La définition du dispositif médical est donnée par la section 201(h) du Federal food, drug and cosmetic act et inclut les dispositifs destinés à être utilisés chez l'animal.
Trois classes de risque existent (de la classe I à la classe III). Les procédures de classification ne reposent pas sur des règles de classification comme dans l'Union européenne ou au Canada mais sont décrites dans le Code des règlements fédéraux, titre 21, partie 860 (habituellement nommé le 21 CFR 860).

## Ambiguïté du concept de dispositif médical
Les concepts de dispositif médical et de médicament se recouvrent. 
En effet, un médicament est défini comme "toute substance ou composition présentée comme possédant des propriétés curatives ou préventives à l'égard des maladies humaines ou animales. Par extension, un médicament comprend toute substance ou composition pouvant être utilisée chez l'être humain ou l'animal ou pouvant leur être administrée, en vue d'établir un diagnostic médical ou de restaurer, corriger ou modifier leurs fonctions physiologiques en exerçant une action pharmacologique, immunologique ou métabolique".
Il s'ensuit que certaines spécialités contenant les mêmes molécules sont commercialisées sous des noms différents, soit comme dispositifs médicaux, soit comme médicaments. C'est le cas par exemple d'une crème contenant de la sulfadiazine argentique à 1 % qui est commercialisée comme médicament sous le nom de Flammazine et comme dispositif médical (associée à de l'acide hyaluronique) sous le nom de Cicanov Plus ou de Ialuset Plus. Les dispositifs médicaux ne sont pas contrôlés de la même façon que les médicaments, ceux-ci devant obtenir une autorisation de mise sur le marché (AMM) pour être commercialisés. Ce qui a été critiqué : la revue Prescrire, par exemple, considère qu'il s'agit parfois là d'une mise en danger des patients. 

## Métiers reliés
- Agent de stérilisation
- Fabricant de culotte contre les fuites urinaires, acceptation dans les publicités et notices d’utilisation en France
- Fabricant de t-shirt contre le mal de dos , acceptation dans les publicités et notices d’utilisation en France